# Mẫu hình nến
Trong phân tích kỹ thuật, một mẫu hình nến là một di chuyển trong giá được thể hiện đồ họa trên một biểu đồ nến mà một số người tin rằng có thể dự đoán một diễn biến thị trường cụ thể. Việc công nhận mô hình là tùy thuộc chủ quan và các chương trình được sử dụng cho việc đọc biểu đồ phải dựa trên các quy tắc được xác định trước để phù hợp với mẫu hình. Có 42 mẫu hình được công nhận và có thể được chia thành các mẫu đơn giản và phức tạp.

## Lịch sử
Một số phân tích kỹ thuật giao dịch thời kỳ đầu được sử dụng để theo dõi giá gạo trong thế kỷ 17. Phần lớn tin tưởng đối với việc đọc biểu đồ nến đến từ Munehisa Homma, (1724-1803), một người buôn gạo từ Sakata, Nhật Bản người giao dịch tại chợ gạo Ojima ở Osaka trong Mạc phủ Tokugawa. Tuy nhiên, theo Steve Nison, sử dụng biểu đồ nến đến muộn hơn, có thể đã bắt đầu sau năm 1850..

## Hình dạng của nến
Hình nến là biểu diễn đồ họa của các biến động giá trong một thời kỳ nhất định. Chúng thường được hình thành bởi các giá mở cửa, cao, thấp, và đóng cửa của một công cụ tài chính.
Nếu giá mở cửa cao hơn giá đóng cửa sau đó một nến được tô màu (thường là màu đỏ hoặc đen) được vẽ ra.
Nếu giá đóng cửa cao hơn giá mở cửa, sau đó thường là một cây nến màu xanh lục hoặc một cây nến rỗng (màu trắng với đường viền màu đen) được hiển thị.
Phần đầy hoặc rỗng của cây nến được gọi là thân hoặc thân thật cơ thể, và có thể dài, bình thường, hay ngắn tùy thuộc vào tỷ lệ của nó với các đoạn trên hoặc dưới nó.
Các đoạn trên và dưới, được gọi là bóng, đuôi, hay bấc đại diện cho các vùng giá cao và thấp trong một thời kỳ xác định. Tuy nhiên, không phải tất cả nến đều có bóng.

## Mẫu hình đơn giản
| Các mẫu hình đơn giản | Các mẫu hình đơn giản | Các mẫu hình đơn giản | Các mẫu hình đơn giản |
| --------------------- | --- | --------------------- | --- |
|                       | Nến đen lớn Có một thân màu đen dài bất thường với một phạm vi rộng giữa cao và thấp. Giá mở cửa gần mức cao và giá đóng cửa gần mức thấp. Được coi là một mẫu hình giảm.                                                       |                       | Nến trắng lớn Có một thân trắng dài bất thường với một phạm vi rộng giữa cao và thấp trong ngày. Giá mở cửa gần mức thấp và giá đóng cửa gần mức cao. Được coi là một mẫu hình tăng.                                                                           |
|                       | Thân đen Hình thành khi giá mở cửa cao hơn giá đóng cửa. Được coi là một tín hiệu giảm. |                       | Do dự Hình thành khi giá mở cửa và giá đóng cửa là gần như giống nhau. Độ dài của các bóng có thể khác nhau. |
|                       | Do dự Chuồn chuồn Hình thành khi giá mở cửa và giá đóng cửa là ở mức cao nhất trong ngày. Nếu có bóng dưới dài hơn nó báo hiệu một xu hướng tăng hơn. Khi xuất hiện ở đáy của thị trường nó được coi là một tín hiệu đảo chiều. |                       | Do dự Bia mộ Hình thành khi giá mở cửa và giá đóng cửa ở mức thấp nhất trong ngày. Nếu có một bóng trên dài hơn nó báo hiệu một xu hướng giảm. Khi nó xuất hiện ở phía đỉnh thị trường nó được coi là một tín hiệu đảo chiều.                                  |
|                       | Do dự chân dài Bao gồm một Do dự với bóng trên và bóng dưới rất dài. Chỉ ra các lực lượng mạnh mẽ được cân bằng trong đối lập.                                                                                                  |                       | Người treo Một hình nến màu đen hoặc trắng bao gồm một thân nhỏ gần giá cao với một ít hoặc không có bóng trên và một cái đuôi dài thấp hơn. Đuôi thấp nên có chiều dài hai hoặc ba lần chiều cao của thân. Được coi là một mẫu hình giảm trong xu hướng tăng. |
|                       | Cái búa Một hình nến màu đen hoặc trắng bao gồm một thân nhỏ gần giá cao với một ít hoặc không có bóng trên và một cái đuôi dưới dài. Được coi là một mẫu hình tăng trong một xu hướng giảm.                                    |                       | Búa ngược đen Một thân màu đen ở một vị trí búa ngược. Thường được coi là một tín hiệu đảo chiều đáy. |
|                       | Búa ngược Một hình nến màu đen hoặc trắng ở một vị trí cái búa ngược. |                       | Bóng dưới dài Một hình nến màu đen hoặc trắng được hình thành với một cái đuôi dưới mà có chiều dài hoặc hơn 2/3 tổng phạm vi của nến. Thường được coi là một tín hiệu tăng khi nó xuất hiện xung quanh các mức hỗ trợ giá.                                    |
|                       | Bóng trên dài Một hình nến màu đen hoặc trắng với một bóng trên có chiều dài 2/3 hoặc hơn trong tổng số phạm vi của nến. Thường được coi là một tín hiệu giảm khi nó xuất hiện xung quanh các mức kháng cự giá.                 |                       | Cây nến không bấc Một hình nến dài hoặc bình thường (đen hoặc trắng) và không có bóng hoặc đuôi. Cao và thấp đại diện cho giá mở cửa và giá đóng cửa. Được coi là một mẫu hình tiếp tục.                                                                       |
|                       | Sao băng Một hình nến màu đen hoặc trắng có một thân nhỏ, một bóng trên dài và một ít hoặc không có đuôi dưới. Được coi là một mẫu hình giảm trong xu hướng tăng.                                                               |                       | Đỉnh xoay Một hình nến màu đen hoặc trắng với một thân nhỏ. Kích thước của bóng có thể khác nhau. Được xem như là một mô hình trung lập nhưng có tầm quan trọng khi nó là một phần của các hình thành khác.                                                    |
|                       | Thân trắng Được hình thành khi giá đóng cửa cao hơn giá mở cửa và được coi là một tín hiệu lên. |                       | Đáy lừa Một hình nến màu đen hoặc trắng không có đuôi dưới. [So sánh với Búa ngược.] |
|                       | Đỉnh lừa Một hình nến màu đen hoặc trắng không có bóng trên. [Được so sánh với Cái búa.] |                       | |

## Mẫu hình phức tạp
| Các mẫu hình phức tạp | Các mẫu hình phức tạp | Các mẫu hình phức tạp | Các mẫu hình phức tạp |
| --------------------- | --- | --------------------- | --- |
|                       | Bóng dài giảm Bao gồm một thân trắng lớn bất thường theo sau là một thân đen nhỏ (chứa trong thân lớn trắng). Đây được coi là một mẫu hình giảm đi trước một xu hướng tăng. |                       | Bóng dài giảm do dự Một thân lớn trắng theo sau là một Do dự. Được coi là một tín hiệu đảo chiều khi nó xuất hiện ở đỉnh. |
|                       | Ba nến giảm Một thân đen dài theo sau là ba thân nhỏ (thường có màu trắng) và một thân đen dài. Ba thân trắng được chứa trong phạm vi của thân đen đầu tiên. Đây được coi là một mẫu hình tiếp tục giảm. |                       | Ba nến tăng Bao gồm một thân trắng dài theo sau là ba thân nhỏ (thường là màu đen) và một thân dài màu trắng. Ba thân đen đều nằm trong phạm vi của thân trắng đầu tiên. Đây được coi là một mẫu hình tiếp tục tăng. |
|                       | Bóng dài tăng Bao gồm một thân màu đen lớn bất thường theo sau là một thân nhỏ màu trắng (chứa trong thân lớn màu đen). Đây được coi là một mô hình tăng đi trước một xu hướng giảm. |                       | Bóng dài tăng do dự Một thân màu đen lớn theo sau là một Do dự. Đây được coi là một tín hiệu đảo chiều khi nó xuất hiện ở phía đáy. |
|                       | Mây đen bao phủ Bao gồm một thân nến trắng dài theo sau là một nến đen mở ra phía trên mức cao của cây nến trắng và đóng cũng vào thân của nến trắng. Đây được coi là một tín hiệu đảo chiều giảm trong một xu hướng tăng. |                       | Nhấn chìm giảm Bao gồm một thân nhỏ màu trắng được chứa trong nến đen lớn tiếp sau. Khi nó xuất hiện ở phía đỉnh nó được coi như một tín hiệu đảo chiều quan trọng. |
|                       | Nhấn chìm tăng Bao gồm một thân nhỏ màu đen được chứa trong nến trắng lớn tiếp sau. Khi nó xuất hiện ở phía đáy nó được xem như là một tín hiệu đảo chiều quan trọng. |                       | Sao Hôm do dự Bao gồm ba hình nến. Đầu tiên là một thân nến lớn màu trắng theo sau là một Do dự mà gián đoạn trên thân màu trắng. Nến thứ ba là một thân màu đen rất sát thân nến trắng. Khi nó xuất hiện ở phía đỉnh nó được coi như một tín hiệu đảo chiều. Nó báo hiệu xu hướng giảm nhiều hơn so với mẫu hình Sao Hôm vì Do dự đã xuất hiện giữa hai thân nến. |
|                       | Sao Hôm Bao gồm một thân nến lớn màu trắng theo sau là một thân nến nhỏ (đen hoặc trắng) mà gián đoạn phía trên thân trước. Nến thứ ba là một thân nến đen đóng rất sát thân lớn màu trắng. Đây được coi là một tín hiệu đảo chiều khi nó xuất hiện ở phía đỉnh.                                                                           |                       | Cửa sổ rơi Một cửa sổ (gián đoạn) được tạo ra khi cao của nến thứ hai là bên dưới thấp của nến trước đó. Đây được coi là cửa sổ sẽ có thể được lấp đầy với một kháng cự có thể xảy ra. |
|                       | Sao Mai do dự Bao gồm một thân lớn màu đen nến theo sau là một Do dự đã xảy ra dưới nến trước đó. Phiên sau, một thân nến trắng thứ ba được hình thành mà đóng rất sát vào thân nến đen xuất hiện trước Do dự. Đây được coi là một tín hiệu đảo chiều quan trọng mà tăng hơn so với mẫu hình Sao Mai thông thường vì sự tồn tại của Do dự. |                       | Sao Mai Bao gồm một thân nến lớn màu đen theo sau là một thân nhỏ (đen hoặc trắng) đã xảy ra bên dưới thân nến lớn màu đen. Phiên sau, một thân nến màu trắng thứ ba được hình thành mà đóng cửa rất gần thân nến đen. Đây được coi là một tín hiệu đảo chiều quan trọng khi nó xuất hiện ở phía đáy.                                                              |
|                       | Trên đường cổ Trong một xu hướng giảm, bao gồm một nến đen theo sau là một thân nến trắng nhỏ với đóng của nó gần mức thấp của nến đen trước đó. Đây được coi là một mẫu hình giảm khi mức thấp của nến trắng bị xuyên thủng. |                       | Ba con quạ đen Bao gồm ba thân nến đen dài với các đóng cửa liên tục thấp hơn. Các giá đóng cửa là gần tới hoặc ở mức thấp của chúng. Khi nó xuất hiện ở phía đỉnh nó được coi như một tín hiệu đảo chiều đỉnh. |
|                       | Ba người lính trắng Bao gồm ba nến trắng dài với đóng cửa liên tục cao hơn. Giá đóng cửa là gần hoặc ở mức cao của chúng. Khi nó xuất hiện ở phía đáy nó được xem như là một tín hiệu đảo chiều đáy. |                       | Các đáy lởm chởm Bao gồm hai hoặc nhiều nến với đáy phù hợp. Các nến có thể hoặc có thể không liên tục và các kích thước hoặc màu sắc có thể thay đổi. Đây được coi là một tín hiệu đảo chiều nhỏ mà trở nên quan trọng hơn khi các nến hình thành một mẫu hình khác.                                                                                              |
|                       | Các đỉnh lởm chởm Bao gồm hai hoặc nhiều nến với các đỉnh phù hợp. Các hình nến có thể có hoặc có thể không liên tục và các kích thước hoặc màu sắc có thể thay đổi. Đây được coi là một tín hiệu đảo chiều nhỏ mà trở nên quan trọng hơn khi các hình nến hình thành một mẫu hình khác.                                                   |                       | Ngôi sao do dự Bao gồm một hình nến màu đen hoặc trắng theo sau là một Do dự là gián đoạn ở trên hoặc dưới các nến này. Đây được coi là một tín hiệu đảo chiều với xác nhận trong phiên giao dịch kế tiếp. |
|                       | Đường sắc nhọn Bao gồm một hình nến đen theo sau là một hình nến trắng mở cửa thấp hơn so với mức thấp của nến trước nhưng đóng cửa nhiều hơn một nửa thân nến màu đen. Đây được coi là tín hiệu đảo chiều khi nó xuất hiện ở phía đáy. |                       | Cửa sổ nâng Một cửa sổ (gián đoạn) được tạo ra khi mức thấp của nến thứ hai là ở trên mức cao của nến trước đó. Đây được coi là cửa sổ có thể cung cấp hỗ trợ cho áp lực bán. |